# 園部町黒田
園部町黒田（そのべちょうくろだ）は、京都府南丹市園部町元村地区にある地名。南丹市第2位の人口がある園部町横田と園部川を隔てて隣に位置する農村地帯である。口丹波地域最大級の黒田古墳があることで知られている。
本項では現在の地名について園部町黒田、または黒田として記述する。

## 地理
黒田は、園部川の北に集落群を成す。山麓部の東西と、園部川沿いに人家が並ぶ。山麓部の東西と園部川沿いに並ぶ人家に挟まれるように耕地が広がっている。南西にある園部町船坂との境は大谷川、東側にある園部町横田（旧上横田村・下横田村）との境は園部川、北東の園部町上木崎町や北西の京丹波町新水戸との間には分水界を成す山地がある。

### 黒田の小字
南丹市が公示している園部町黒田の小字は次の通りである。
- 1号（1ごう）
- 2号（2ごう）
- 3号（3ごう）
- 4号（4ごう）
- 5号（5ごう）
- アシ谷（あしだに）
- イクシ（しくし）
- 池ノ上（いけのうえ）
- 岩谷（いわだに）
- 大谷（おおたに）
- 大谷ヌクサク（おおたにぬくさく）
- 大木ノ本（おぎのもと）
- ヲサ（おさ）
- 貝尻（かいじり）
- 掛上り（かけあがり）
- 片山城（かたやましろ）
- カマタ（かまた）
- 上河原（かみがわら）
- 河原（かわら）
- 小ザカ谷（こざかだに）
- 越ヶ谷（こしがだに）
- 小シヨフケ谷（こしよふけだに）
- 小城谷（こしろだに）
- 小山谷（こやまだに）
- サイス（さいす）
- サスガ谷（さすがだに）
- 四十代（しじゅうだに）
- 四反田（したんだ）
- 下河原（しもがわら）
- 丈ケ畑（じょうがはた）
- 生フケ谷（しょうふがだに）
- シレ田（しれた）
- スヘキ（すえき）
- 辰ヶ坪（たつがつぼ）
- 谷ノ奥（たにのおく）
- 峠（とうげ）
- 堂ノ奥（どうのおく）
- トツ谷（とつたに）
- トンノ奥（とんのおく）
- 中河原（なかがわら）
- 西片山（にしかたやま）
- ヌクサク（ぬくさく）
- 東片山（ひがしかたやま）
- 本コウ（ほうこう）
- 柳ヶ坪（やながつぼ）
- 大和ヶ畑（やまとがはた）
- ユクロ谷（ゆくろだに）
- リコウアン（りっこうあん）
- リヨセン（りよせん）
- 六月天（ろくがつてん）

### 河川
- 園部川
- 大谷川
- 谷ノ奥川

### 池
- 黒田大谷池[8]

## 世帯数と人口
2024年（令和6年）10月1日現在の世帯数と人口。
|            | 世帯数 | 人口  | 男    | 女    |
| ---------- | ------ | ----- | ----- | ----- |
| 園部町黒田 | 78世帯 | 211人 | 104人 | 107人 |

### 人口の変遷
以下は、国勢調査による小地域集計が始まった1995年以降の人口の推移。
| 1995年（平成7年）  | 296人 | [ 9 ]  |  |
| 2000年（平成12年） | 281人 | [ 10 ] |  |
| 2005年（平成17年） | 268人 | [ 11 ] |  |
| 2010年（平成22年） | 249人 | [ 12 ] |  |
| 2015年（平成27年） | 228人 | [ 13 ] |  |
| 2020年（令和2年）  | 218人 | [ 14 ] |  |

### 世帯数の変遷
以下は、国勢調査による小地域集計が始まった1995年以降の世帯数の推移。
| 1995年（平成7年）  | 67世帯 | [ 9 ]  |  |
| 2000年（平成12年） | 63世帯 | [ 10 ] |  |
| 2005年（平成17年） | 64世帯 | [ 11 ] |  |
| 2010年（平成22年） | 64世帯 | [ 12 ] |  |
| 2015年（平成27年） | 65世帯 | [ 13 ] |  |
| 2020年（令和2年）  | 73世帯 | [ 14 ] |  |

## 歴史

### 沿革
- 室町時代 – 黒田村は北野社領船井庄の一村であった。
- 江戸時代 – 幕末の黒田村は丹波亀山藩の藩領であった。
- 1889年（明治22年） – 町村制の施行により、園部村・小山村・大村・横田村・黒田村の区域をもって園部村が発足。黒田は園部村の大字名となる。
- 1929年（昭和4年） – 園部町・園部村・桐ノ庄村が合併し、改めて園部町が発足。同日園部村廃止。黒田は園部町の大字名となる。
- 1951年（昭和26年） – 川辺村が園部町に編入。
- 1955年（昭和30年） – 西本梅村・摩気村が園部町に編入。
- 2006年（平成18年） – 園部町・日吉町・ 美山町・八木町の4町合併による南丹市誕生に伴い、南丹市園部町黒田となる。

## 交通

### 道路
府道
- 京都府道・大阪府道54号園部能勢線 – 黒田区内を東西に横断する基幹道路

市道
- 南丹市道黒田2号支線

主な橋梁
- 新黒田橋（園部川）
- 黒田橋（園部川）
- すえきばし（大谷川）

峠
- 大谷峠（黒田峠）

### 路線バス
- 京阪京都交通

バス停：黒田（園篠線、八田線、園部農芸線）

## 校区
小学校
- 南丹市立園部小学校[18] – 通称「園小」。小桜町26−2

放課後児童クラブ
- 園部たんぽぽ放課後児童クラブ[19] – 小桜町26番地2

中学校
- 南丹市立園部中学校 [18] – 通称「園中」。横田3号51−132

高等学校（口丹通学圏）
- 京都府立園部高等学校
- 京都府立農芸高等学校
- 京都府立須知高等学校
- 京都府立北桑田高等学校
- 京都府立北桑田高等学校美山分校
- 京都府立南丹高等学校
- 京都府立亀岡高等学校

## 施設等
- 黒田公民館 – 黒田柳ヶ坪12-2
- 消防倉庫 – 黒田柳ヶ坪
- 黒田農産物集出荷場・農産物加工場 – 黒田柳ヶ坪
- 園部町公共下水道事業 西部浄化センター – 黒田1号4番地外
- 資源の館 – 西部浄化センター内
- 公益財団法人園部町農業公社　園部野菜工場・農産物加工場・精米工場うまいぞおこめっこ – 黒田大木ノ本3-8

## 社寺
- 熊野神社 – 黒田岩谷24番
熊野神社は黒田集落北側の山中、岩谷にある元村社。祭神は須佐男命。創祀年代は不詳で、1535年（天文4年）に新たに社殿を創立し産神を勧請したと伝えられている[21]。天文年間の黒田城主森氏の崇敬が厚く、1674年（延宝2年）再建の棟札に本地仏として彌陀、釈迦、薬師の三尊を祭ったとされている[22]。宮座籠堂形式の拝殿は江戸時代中期の建築と見られる[22]。
- 黒田谷別所 – 所在地不明
黒田谷別所は、棚波滝（現在の琴滝とされる場所）などで山野修行を行う宗教者の活動拠点の一つになっていたと考えられている[23]。
- 観景寺 – 黒田サイズ88
観景寺は、園部町黒田にある曹洞宗の寺院。本尊は千手観音。船井ごおり三十三ヶ所観音霊場の第3番札所。1470年（文明2年）に真言僧某によって創建された、1624年（寛永元年）に焼失し、1644年（正保元年）に森高永之らによって堂宇を建立、龍穏寺（園部町仁江）の春崇和尚が開山となり再建された。

```
ご詠歌
：観世音おんがく添へて聞こゆらむ　地蔵が池のなみの朝風
```

## 史跡

### 黒田古墳
黒田古墳は、園部町船阪との境にある口丹波地域最古級（全長約52m）の前方後円墳。築造時期は3世紀前半～中とされている。埋葬施設は後円部で2基発見され、このうち中央部に築かれた1基は上段10m×6m、下段7m×3.5mの2段に掘られた墓壙内に木棺を納めた構造となっていた。

### 黒田城跡
黒田城は、丹波国船井郡黒田にあった城。別名：片山城、木崎山城。947年（天暦元年）に森宗政（近江佐々木氏の一族）によって築城された。戦国時代、宍人城主小畠氏と武力衝突を繰り返し、九品寺も森氏と小畠氏との合戦で焼かれている。明智光秀の丹波平定の際、城主の森高之は波多野秀治・宇津長成・内藤如安らと抗したが、1578年（天正6年）に光秀に攻められて黒田城は落城した。

## 文化財
園部町黒田にある指定および登録の文化財は次の通り。
史跡
- 黒田古墳 – 1998年（平成10年）3月13日、京都府指定文化財

美術工芸品
黒田古墳出土品 一括 – 1998年（平成10年）3月13日、京都府指定文化財。収蔵場所は園部町小桜町。
建造物
- 熊野神社 本殿 1棟 – 2021年（令和3年）3月31日、京都府暫定登録
- 熊野神社 拝殿 1棟 – 2021年（令和3年）3月31日、京都府暫定登録

## 防災
平成以降に黒田であった災害として、2013年（平成25年）9月16日の台風第18号で園部川の堤防機能を有する盛土が決壊し、園部町横田・黒田地区に大規模な浸水被害を及ぼした。翌年の2014年（平成26年）8月9日には、台風第11号の豪雨で越水氾濫と内水氾濫が発生し、黒田で床上2件・床下2件の浸水被害が発生している。

### 避難所
収容避難所
- 南丹市立園部中学校  – 園部町横田3号51[32]

一時避難所
- 黒田公民館 – 黒田柳ヶ坪12-2[32]

臨時避難所
- 南丹市国際交流会館 – 園部町小桜町62-1
- こむぎやま健康学園 – 園部町小桜町61-5外
- 園部海洋センター – 園部公園内
- 南丹市立園部幼稚園 – 園部町小桜町44
- 南丹市立城南保育所 – 園部町城南町中井50

### 消防署及び消防団
- 京都中部広域消防組合管轄区域
  - 最寄りは園部消防署（園部町上木崎町大将軍19番地2）
- 南丹市消防団園部支団第2分団第1部第2班（黒田班）の活動区域[33]

| 名称 | 南丹市消防団 | 園部支団   | 第2分団                        | 第1部                        | 第2班 |
| 範囲 | 南丹市全域   | 園部町全域 | 元桐地区全域及び元村地区の一部 | 横田・黒田・上木崎町・河原町 | 黒田  |

### 防災行政無線
災害情報や行政情報などを、音声で伝える通信設備。家庭などに設置している「戸別受信機」と小学校などにある「屋外拡声子局」から音声が発せられる。区などに貸し出されている「地区遠隔制御装置」からも集落内放送ができる。
毎日12時と17時には、動作確認として時報の音楽が流される。12時が「エーデルワイス」、17時が「夕焼け小焼け」。

#### サイレン吹鳴
火災時にサイレン吹鳴がある。黒田では毎月1日21時、動作確認と火災予防啓発のため、サイレン吹鳴が実施される。そのほか、春と秋の火災予防週間にも鳴らされる。
- 火災時
- 毎月1日21時
- 春の火災予防週間:3月1日～7日
- 秋の火災予防週間:11月9日～15日

### その他の防災関連
医療圏にある災害拠点病院
- 京都中部総合医療センター – 八木町八木上野25番地

黒田にある観測地
- 園部地域気象観測所（アメダス） – 黒田河原

## その他

### 工業団地
1990年（平成2年）に造成がはじまった船阪・黒田工業団地の住所は園部町船阪である。団地には太陽機械工業株式会社の園部工場がある。